# نوواپانگه آ
نوواپانگه آ به انگلیسی Novapangea ابرقاره احتمالی در آینده که از الان شروع شده و تا 250 میلیون سال بعد تکمیل خواهد شد

## مراحل

### برخوردشبه جزیره عربستانبهایران
از 16 میلیون سال بعد دریای سرخ بسته می شود و بعد از آن خلیج فارس نیز بسته می  شود و در آن زمان ایران خیلی کم به آب آزاد راه خواهد داشت 

### برخورداسترالیابهجنوب شرق آسیا
30 میلیون سال بعد استرالیا به جنوب شرق آسیا برخورد می کند قبل از آن ماداگاسکار به غرب استرالیا برخورد کرده و بعد به سمت شمال می روند 

### بسته شدندریای مدیترانه
35 میلیون سال بعد دریای مدیترانه بسته می شود

### برخوردجنوبگانبهجنوب شرق آفریقا

حدود 145 میلیون سال بعد جنوبگان به جنوب شرق آفریقا برخورد خواهد کرد 

### برخوردآمریکای شمالیبهقطب شمال
حدود 200 میلیون سال بعد آمریکای شمالی به قطب شمال برخورد می کند 

### برخوردآمریکای جنوبیبهجنوب آفریقا

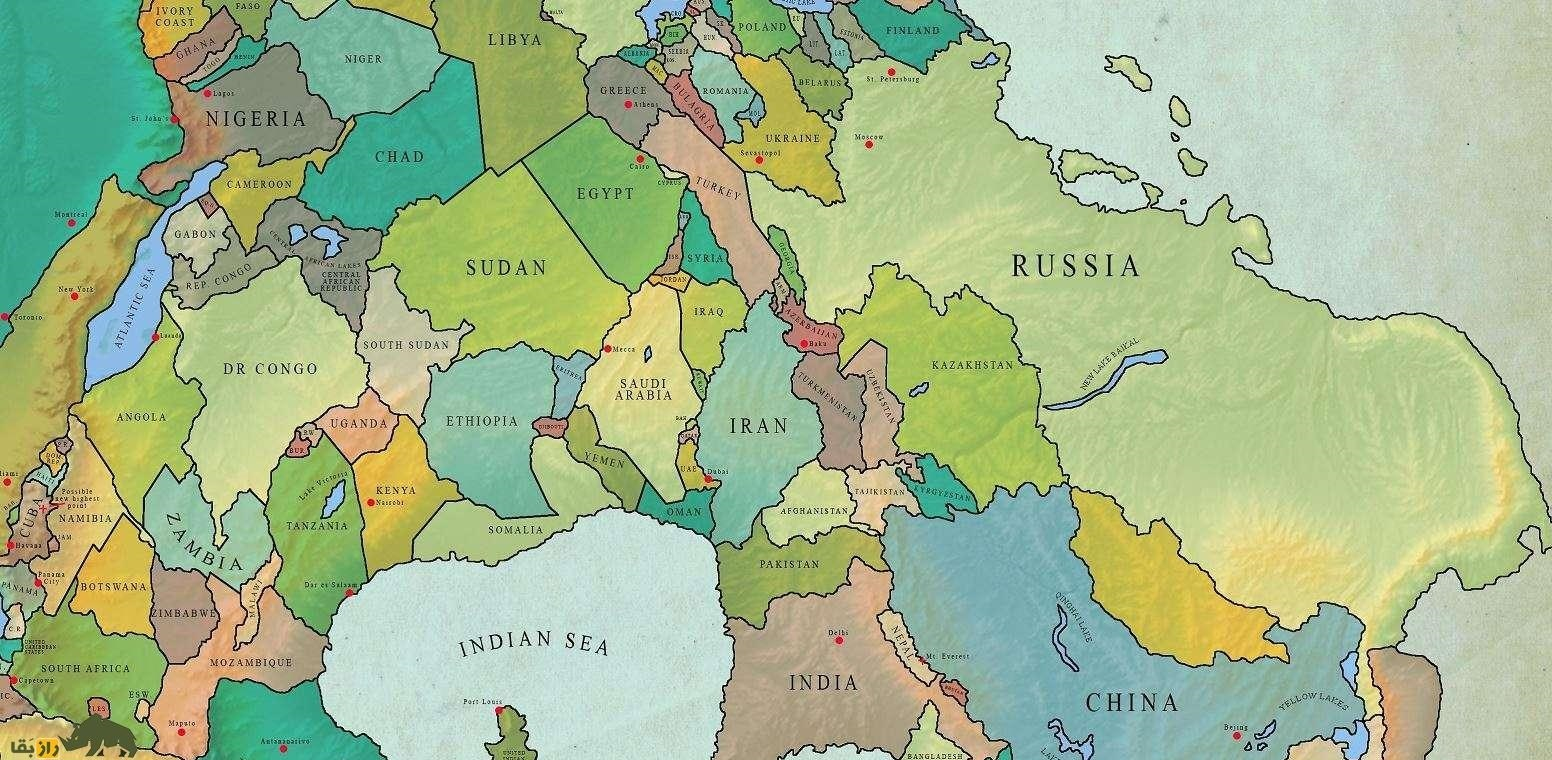
ابرقاره

حدود 250 میلیون سال بعد آمریکای جنوبی به جنوب آفریقا برخورد کرده و کار ساخت ابرقاره تمام می شود 

## آب و هوا
در نوواپانگه آ 96 درصد خشکی ها غیرقابل سکونت خواهند بود 3 درصد باقیمانده بیابان سرد و آن 1 درصد جنگل خواهد بود 

## جستار های وابسته
پانگه آ
ابرقاره
بیابان